# Bryant Young
Bryant Colby Young (Chicago Heights, 27 gennaio 1972) è un ex giocatore di football americano statunitense che ha giocato nel ruolo di defensive tackle per tutta la carriera con i San Francisco 49ers della National Football League (NFL). Fu scelto nel corso del primo giro (7º assoluto) del Draft NFL 1994 dai 49ers. Al college ha giocato a football all’Università di Notre Dame. Nel 2022 è stato introdotto nella Pro Football Hall of Fame.

## Carriera
Young fu scelto dai 49ers come settimo assoluto nel draft 1994. La sua miglior stagione a livello statistico fu nel 1996 quando fece registrare 84 tackle, 11,5 sack, 4 passaggi deviati e 2 safety, venendo convocato per il suo primo Pro Bowl. Nel 1997, anche i sack di Young scesero a 4 quella stagione, fu comunque una presenza dominante nella linea interna, contribuendo a far terminare la difesa dei Niners al primo posto nella NFL. Young stava guidando tutti i defensive tackle in sack con 9,5 nel 1998 prima di infortunarsi in una gara contro i New York Giants nella settimana 13, concludendo in anticipo l'annata. Young si ristabilì completamente e l'anno successivo totalizzò 70 tackle, 11 sack e una safety venendo convocato per il suo secondo Pro Bowl e venendo premiato come NFL Comeback Player of the Year Award. Bryant Young terminò i suoi 14 anni di carriera coi 49ers 89,5 sack, al quarto posto di tutti i tempi nella NFL per un defensive tackle dietro John Randle, Warren Sapp e Trevor Pryce. Young rsi ritirò dal football giocato nel 2007, l'ultimo giocatore di San Francisco che aveva vinto il Super Bowl XXIX contro i San Diego Chargers nel 1994.

## Palmarès
- Super Bowl : 1 Vincitore del Super Bowl XXIX
- (4) Pro Bowl (1996, 1999, 2001, 2002)
- (4) All-Pro (1996, 1998, 1999, 2001)
- NFL Comeback Player of the Year Award (1999)
- PFWA All-Rookie Team - 1994
- Formazione ideale della NFL degli anni 1990
- Pro Football Hall of Fame (classe del 2022)

## Statistiche
| Tackle totali     | 513  |
| Sack              | 89,5 |
| Intercetti        | 0    |
| Fumble forzati    | 11   |
| Fumble recuperati | 7    |